# 吹輪
吹輪（ふきわ）は、江戸時代初期から武家の姫君に結われた髷。

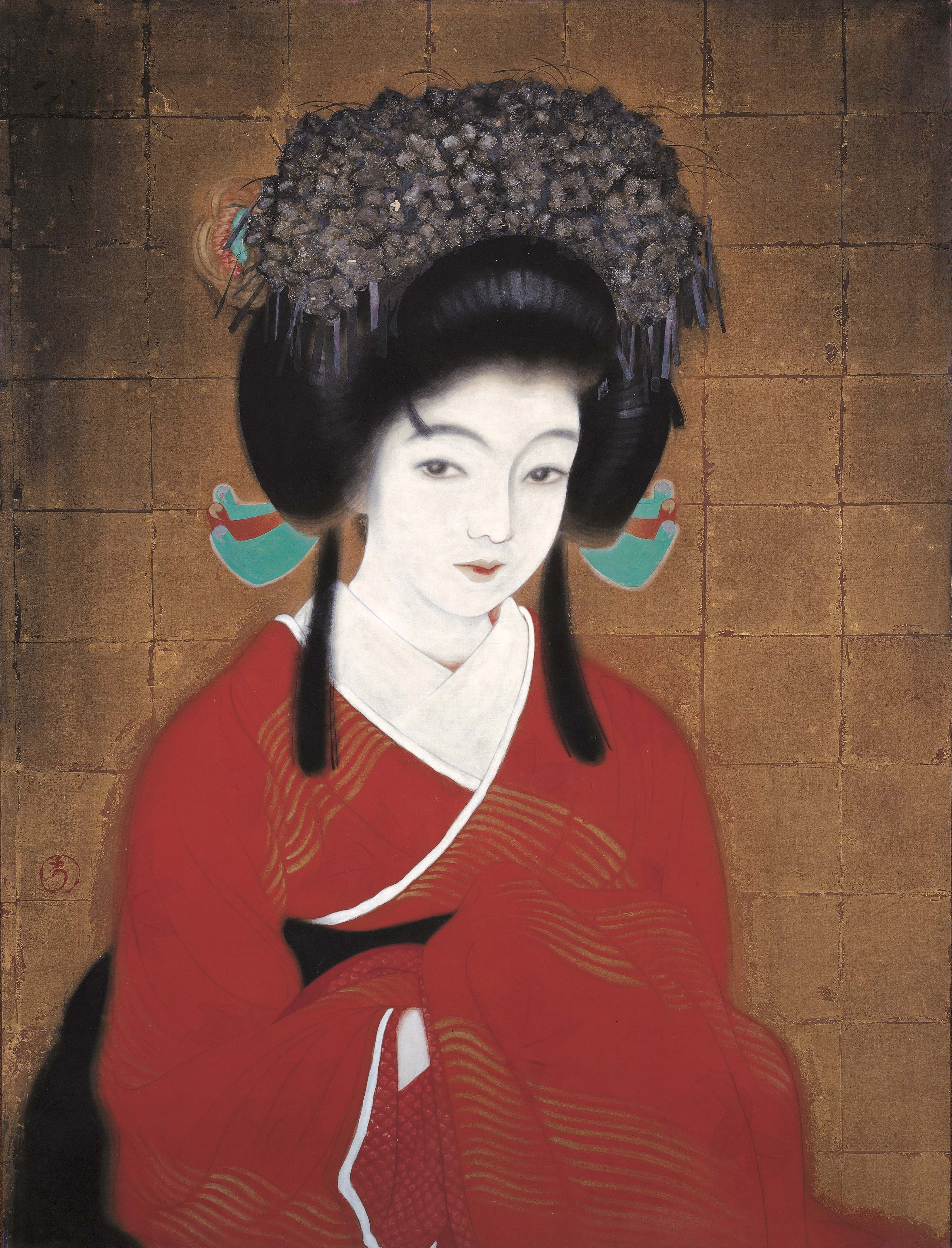
「花簪の女」山川秀峰筆(女性の髪型が「吹輪」花簪が「姫挿し」横に垂らした髪が「愛嬌毛」)

髷の部分を丸く仕立てる部分が似ているため、勝山髷の原型という説もある。
武家の姫ならこの吹輪を結うが、公家の姫君の方は普段は平たいたぼのつぶいちと呼ばれる髷を結い、大きな行事にはおすべらかしで挑んだ。
なお、京都の舞妓が祇園祭の間の一定期間（7月10日頃 - 24日）にのみ結う勝山と呼ばれる髷は、後れ毛のない点を除けばほぼこの吹輪と同形である。

## 特徴
髷を幅広に、平たい輪のように結い上げるのが特徴で、吹いて膨らませた輪のようであると「吹輪」と呼ばれた。
上級武家や大名の未婚の女性の結髪であるが、上方では十能(炭などを集めるスコップ様の道具)に似ることから「十能髷」と呼ばれ、町家の既婚婦人の髪型でもあった。

## 芝居における吹輪

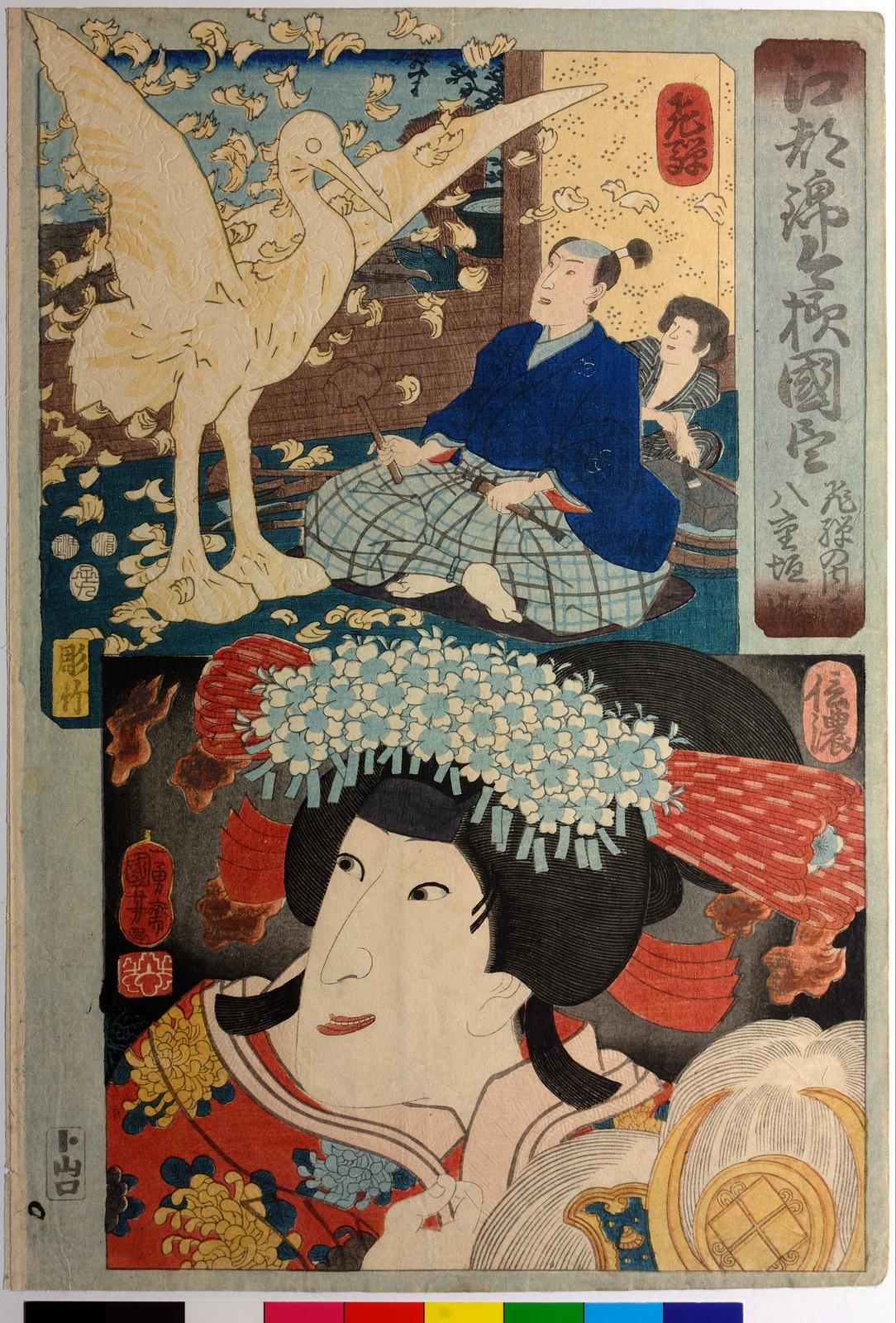
江都錦今様国尽 飛騨の内匠 八重垣姫 飛騨 信濃　歌川国芳

歌舞伎における吹輪は姫役の象徴たる髪型であり、結い方自体は「愛嬌毛」と言われる、わざと左右にたらした後れ毛の房を除いて勝山髷の輪が広くなったものと変わらないが、特徴的なのは満艦飾といった赴きさえある、多種多様な髪飾りの多さと豪華さである。
髷には「両天簪」といわれる豪華な細工がある金属の簪を挿し、髷の中には「鼓」と言われる楽器の鼓の形をした装飾品で髷の整形を兼ね（使用しないこともある）、根元には赤地錦などをくくりつけた。
前髪には金箔などを漉き入れた染め紙、左右にびらびら簪という金属の小片を鎖で下げた簪に、「姫挿し」といわれる大きな金属の造花を飾りつけた髪飾りを装着する。
無論、これらは実際の吹輪とはまったく異なり、あくまで芝居の中の髪形である。21世紀に入ると、テレビの時代劇でも派手派手しい髪飾りを着けた吹輪の姫君は姿を消した。